# 风马牛一号
“风马牛一号”是一颗全景卫星，也是中国国内第一颗私人卫星。于2018年2月2日搭载长征二号丁火箭在酒泉发射，由商人冯仑投资。卫星将主要用于公益和教育，主要是作为尝试探索，在未来后续的卫星上再考虑实现商业化盈利。